# Johannes Bierbach
Robert Johannes Bierbach (* 10. Mai 1888 in Berlin; † 27. Juli 1972 in Bad Harzburg) war ein deutscher Verwaltungsjurist und Landrat.

## Leben
Bierbach erhielt eine juristische Ausbildung und begann 1911 als Gerichtsreferendar. In den nächsten Jahren war er an verschiedenen Orten tätig. Bierbach war Mitglied der Deutschnationalen Volkspartei (DNVP) und Mitglied im Stahlhelm. Ab 14. November 1932 wurde er vertretungsweise zum Landrat im Kreis Bremervörde ernannt. Zum 1. Mai 1933 trat er der NSDAP bei (Mitgliedsnummer 1.665.366). Bereits am 10. Oktober 1933 wurde er zum kommissarischen Landrat im Kreis Langensalza ernannt. Ab 25. Mai 1934 wirkte er wiederum in der Regierung Kassel. Ab 6. September 1934 übernahm er kommissarisch die Verwaltung des Landratsamtes im Kreis Westprignitz. 1942 diente er in der Wehrmacht.